# Lode Sleurs
Ludovicus (Lode) Joannes Albertus Maria Sleurs  (Overpelt, 10 juni 1918 – Hasselt, 13 april 1946) was een Belgisch collaborateur tijdens de Tweede Wereldoorlog. Hij was actief in het Vlaamsch Nationaal Verbond (VNV) en had een officiersrang van Stormleider in de Dietsche Militie - Zwarte Brigade (DM-ZB).

## Levensloop
Ludovicus Sleurs werd op 10 juni 1918 geboren in Overpelt en groeide op in het bakkersgezin met acht kinderen van Willem Sleurs (1886-1947) en Maria Vanrintel (1892-1942). In zijn jeugd was hij actief bij de KAJ. Sleurs vatte studies aan bij de Handelsschool in Genk en tijdens zijn studententijd kwam hij in contact met de Vlaamsgezinde professor Spitz en met pastoor Pinxten. Onder hun invloed kwam hij in aanraking met het Vlaams-nationalistisch gedachtegoed. In deze periode sloot Sleurs zich aan bij het VNV en na een jaar stopte hij met zijn studies. De Vlaams-nationalistische gesteldheid werd gedeeld door het gezin: zijn vader werd lid van het VNV en de meeste broers en zussen: Jan (°1919), Jos (°1921), Marie-Louise (°1923), Leen (°1925), Mia (°1927), Joris (°1931) en Clement (°1934) sloten eveneens aan bij het VNV of bij er aan verwante organisaties. Lode werd actief in het familiebedrijf en werd vervolgens notarisklerk. In 1943 ging hij aan de slag als ambtenaar op het Ministerie van Wederopbouw. Datzelfde jaar behaalde hij een diploma bestuurswetenschappen en hij werd in oktober tot gemeentesecretaris benoemd in Tessenderlo.

## Collaboratie
Kort na de capitulatie van België op 28 mei 1940, meer bepaald in augustus 1940, werd Sleurs actief binnen de Dietsche Militie - Zwarte Brigade (DM-ZB). Hij wilde zich ook aanmelden als vrijwilliger voor de strijd aan het Oostfront, maar het overlijden van zijn moeder weerhield hem er van. Zijn aanstelling tot gemeentesecretaris gebeurde rond dezelfde tijd dat Antoon Ariën (VNV) burgemeester van Tessenderlo werd, Sleurs werd, na het ontslag van Karel Huysmans, VNV-afdelingsleider in zijn gemeente. 
In opdracht van Ariën (die korte tijd later door het verzet werd vermoord), voerde hij een hardhandige strijd tegen de plaatselijke verzetsstrijders. In zijn naoorlogs dossier bij de krijgsauditeur bevonden zich verschillende getuigenissen waarin gesteld werd dat hij onder meer betrokken was bij razzia's op verzetslieden, waaronder een razzia in de school van Tessenderlo, de mislukte arrestatie van Belgische Nationale Beweging-commandant Clément Nietvelt, alsook deelname aan een razzia van de Antwerpse Sicherheitsdienst eind april 1944 uitgevoerd bij Arthur Monsieurs.
Op de vooravond van de bevrijding bevond Sleurs zich in Overpelt. Vervolgens dook hij onder in het nabijgelegen Hamont, waar hij op 21 september 1944 door een lokale afdeling van de BNB gearresteerd werd en afgevoerd naar de Witte Nonnenkazerne in Hasselt. In maart 1945, verdedigd door advocaat Louis Roppe, werd hij door de Krijgsraad ter dood veroordeeld, een vonnis dat door het Krijgshof in Luik bevestigd werd, waarna Sleurs op 13 april 1946 in Hasselt werd terechtgesteld.
In de kringen van voormalige Limburgse collaborateurs werd hij een icoon van de Vlaamse Beweging en beschouwd als een 'martelaar' van de repressie.
Hij was de oom van N-VA-politica Elke Sleurs, dochter van Clement Sleurs, die na de oorlog naar Gent was verhuisd.